# HD44483
HD44483 — подвійна зоря. 
Ця подвійна система має видиму зоряну величину в смузі V приблизно 8,9.
Вона розташована на відстані близько 621,3 світлових років від Сонця.

## Подвійна зоря
Головна зоря цієї системи належить до хімічно пекулярних зір й має спектральний клас A5.
Інша компонента має  спектральний клас d.